# 异柠檬酸
异柠檬酸（英語：Isocitric acid）是质子化了的异柠檬酸盐，在落地生根属（Bryophyllum）等多汁植物的叶、或悬钩子类中特别多，是三羧酸循环中的一个酶作用物。异柠檬酸是在乌头酸酶的酶促反应下由柠檬酸生成的，在异柠檬酸脱氢酶的作用下形成草酰琥珀酸。它的盐和酯被称为异柠檬酸盐。异柠檬酸是柠檬酸的结构异构体。由于柠檬酸和异柠檬酸是结构异构体，因此它们具有相似的物理和化学性质。由于这些相似的性质，异构体的分离很困难。
异柠檬酸常被作为检测水果类产品特别是柑橘类果汁真假和质量的一个指标。例如，在正宗的橙汁中柠檬酸量与D-异柠檬酸之间的比率通常小于130，如果异柠檬酸值比这个高的话就可能表示这是搀假货。

## 相关链接
1. ↑  Kamzolova, Svetlana V.; Morgunov, Igor G. . Applied Microbiology and Biotechnology. 2019-12-01, 103 (23): 9321–9333. ISSN 1432-0614. PMID 31748825. doi:10.1007/s00253-019-10207-4 （英语）.
2. ↑  Saavedra, L.; Garcia, A.; Barbas, C. . Journal of Chromatography A. 9 June 2000, 881 (1–2): 395–401. PMID 10905722. doi:10.1016/s0021-9673(00)00258-2.